# Žirovnice
Žirovnice là một thị trấn thuộc huyện Pelhřimov, vùng Vysočina, Cộng hòa Séc.